# Naama Bernstein
Naama Bernstein, w niektórych źródłach również jako Berenstein (hebr. ‏נעמה ברנשטיין‎, ur. 18 sierpnia 1993) – izraelska gimnastyczka sportowa, a następnie lekkoatletka specjalizująca się w skoku o tyczce. Posiada również polskie obywatelstwo. Medalistka Olimpiady Machabejskiej (w obu dyscyplinach) i mistrzostw krajów bałkańskich w lekkoatletyce. Wielokrotna mistrzyni Izraela, medalistka halowych mistrzostw Polski.
Początkowo uprawiała gimnastykę sportową. W dyscyplinie tej zdobyła między innymi złoty medal Olimpiady Machabejskiej w 2009 w rywalizacji drużynowej, stawała też na podium zawodów międzynarodowych oraz mistrzostw Izraela w młodszych kategoriach wiekowych.
Jako skoczkini o tyczce wielokrotnie reprezentowała Izrael w drużynowych mistrzostwach Europy w lekkoatletyce. Trzykrotnie (2017–2019) zdobywała mistrzostwo Izraela. W 2019 zdobyła brązowy medal mistrzostw krajów bałkańskich w lekkoatletyce, stawała też na podium Olimpiady Machabejskiej. Od 2017 jest zawodniczką polskich klubów sportowych: do 2018 AZS-AWFiS Gdańsk, a od 2019 KU AZS Politechniki Opolskiej. Posiada zarówno izraelskie, jak i polskie obywatelstwo, dzięki czemu może rywalizować w mistrzostwach Polski – w 2020 zdobyła brązowy medal halowych mistrzostw Polski, natomiast rok później sięgnęła po złoto.
Rekordy życiowe: skok o tyczce (stadion) – 4,30 m (14 czerwca 2021, Tel Awiw-Jafa), skok o tyczce (hala) – 4,35 m (3 lutego 2021, Ostrawa) rekord Izraela.

## Osiągnięcia
| Rok  | Impreza                                | Miejsce       | Lokata     | Wynik |
| ---- | -------------------------------------- | ------------- | ---------- | ----- |
| 2013 | II liga drużynowych mistrzostw Europy  | Kowno         | 5. miejsce | 3,55  |
| 2014 | III liga drużynowych mistrzostw Europy | Tbilisi       | 6. miejsce | 3,10  |
| 2017 | II liga drużynowych mistrzostw Europy  | Tel Awiw-Jafa | 9. miejsce | 3,60  |
| 2019 | II liga drużynowych mistrzostw Europy  | Varaždin      | 4. miejsce | 3,85  |
| 2019 | Mistrzostwa krajów bałkańskich         | Prawec        | 3. miejsce | 4,01  |